# Orobanche gracilis
Orobanche gracilis é uma espécie de planta com flor pertencente à família Orobanchaceae. 
A autoridade científica da espécie é Sm., tendo sido publicada em Transactions of the Linnean Society of London 4: 172. 1798.
Os seus nomes comuns são erva-toira, erva-toira-ensanguentada, orobanca-vermelha, pútegas-de-raposa ou rabo-de-raposa-fina.

## Portugal
Trata-se de uma espécie presente no território português, nomeadamente em Portugal Continental.
Em termos de naturalidade é nativa da região atrás indicada.

## Protecção
Não se encontra protegida por legislação portuguesa ou da Comunidade Europeia.